# NGC 929
NGC 929 è una galassia a spirale situata nella costellazione della Balena, a una distanza di circa 220 milioni di anni luce dalla nostra Via Lattea.

## Scoperta
La galassia è stata scoperta nel 1886 dall'astronomo statunitense Frank Muller.

## Descrizione
NGC 929 ha una classe di luminosità I e presenta una larga riga a 21 cm dell'idrogeno neutro.